# 彦坂郁雄
彦坂 郁雄（ひこさか いくお 1941年1月5日 -）は元競艇選手。選手登録番号は1515。現役選手時代は艇王の異名を取った。
最初の選手登録地は出身地の静岡であったため、静岡支部所属であったが、後に千葉へと移り支部も東京支部に移籍する。

## 記録
彦坂は競艇界に大記録を数多く樹立している。主な記録だけでもこれだけ保持している。
- 期勝率第一位回数…20回（歴代最多）
- 連勝記録…37連勝（1970年3月22日〜同年4月22日までの期間。歴代最多）
- 特別競走（SG・GI）優勝回数…77回（歴代最多）
- 年間特別競走優勝回数…9回（歴代最多タイ）
- 期勝率史上初の9点台…9.27（1970年後期）
- 全24場特別競走優勝（史上唯一）
- 優勝回数…179回（歴代最多）

期勝率1位回数は20回で、歴代2位の野中和夫でさえも10回であり、彦坂のこの記録は突出している。歴代3位は今村豊の9回である（2007年5月11日現在）。連勝記録の37についても、歴代2位の同記録は山岡豊年の25であるので、かなりの差がある（2007年5月11日現在）。さらに最多タイ記録である連続優勝回数6回も保持していたが、2007年7月29日に前本泰和が7連続優勝を果たしたため、塗り替えられた。

## 北原、野中との戦い
彦坂のライバルとしてまず挙げられるのは、SGが4冠制となってから最初のグランドスラマーである岡山の北原友次である。北原とは同年代ということもあったが、色々な面においてライバル心をむき出しにし、また、この両雄は色々な面において因縁があった。
1970年に常滑競艇場で行われた全国地区対抗競走で彦坂はSG初優勝（当時は4大特別競走といった）を果たすが、2着が北原だった。また、北原がグランドスラムを達成した1978年の総理大臣杯競走（丸亀競艇場）では、実は彦坂も完全優勝に王手がかかっていた。
そして、北原以上の強敵が後に現れる。「モンスター」の異名を取った野中和夫である。野中は25歳でデビュー（1969年）するという遅さだったが、SGを優勝するのはその5年後の1974年。この年野中は、笹川賞競走（第一回の優勝者）、モーターボート記念競走、全日本選手権競走とSG3連覇の偉業を最初に達成。期勝率第一位も1972年前期〜1976年前期までの間は、彦坂と野中の2人だけしかなっていない。
野中が不正行為をはたらいたということで一時競艇界から事実上の追放処分を受けたことがあった。しかし結果的に不起訴処分となり、まもなく野中は復帰することになるが、1982年、蒲郡競艇場で行われた第28回モーターボート記念において、野中は施行者希望選手枠で出場。この大会がSG大会としては復帰初戦であった。野中は優勝戦へも進出したが、ここで彦坂と激突。1コースに構えた野中に対し、5コース回りの彦坂はトップスタートを決めて野中にプレッシャーをかけ、2周1マークにおいて差しのハンドルを決め、そのまま押し切って優勝した。この大会の優勝戦では話題性や勢いに乗る野中が人気の中心となっていたが、彦坂は野中討ちを果たしたと同時に、彦坂がSGの優勝戦において野中を直接対決で破ったのはこれが初めてであった。

## グランドスラム達成と初代賞金王決定戦優勝者
1985年、福岡競艇場で行われた第32回全日本選手権競走優勝戦において、これまで唯一取り残していたSGタイトルを見事制覇。史上3人目。4冠制となってからは北原友次に次いで、史上2人目のグランドスラムを達成した。
さらに彦坂の偉業は続き、翌1986年より新設された優勝賞金3000万円の賞金王決定戦の優勝戦にも登場。人気を背負っていたのは当時無冠の帝王と呼ばれた香川の安岐真人であったが、彦坂は2コースから差しのハンドルを決め、安岐の悲願を打ち砕いたと同時に初代同大会優勝者となり、SG5冠制となってから最初のグランドスラマーとなった。
賞金王決定戦歴代優勝者の中で、長らく関東在住者はこの彦坂だけであり、2012年（第27回大会）に山崎智也が優勝するまで26年間にわたって、関東から賞金王は出ていなった。

## 突然の引退
1988年3月、彦坂は戸田競艇場で行われた第23回総理大臣杯競走において同大会3度目の優勝を果たした。この時既に47歳であった。
ところが、1988年9月4日に部品持ち込みを行ったことによる整備規程違反が発覚し、彦坂は桐生競艇場から一年間の出場停止処分を受けた。彦坂は持ち込んだことは認めたが「レースには使用していない」と弁明した。桐生競艇場の開設32周年競走において整備違反の行為を行ったという理由で、選手会が規定により彦坂に対して引退勧告を行ったというニュースが報じられ、同年9月、整備違反による彦坂の引退が正式に決定した。

## SG優勝記録
- 総理大臣杯競走…1974年・1982年（完全優勝）・1988年
- 笹川賞競走…1978年・1983年
- モーターボート記念競走…1972年・1982年
- 全日本選手権競走…1985年
- 賞金王決定戦…1986年
- 全国地区対抗競走…1970年